# Pathaan
Série YRF Spy Universe
War
(2019) Tiger 3
(2023)
Pour plus de détails, voir Fiche technique et Distribution.
Pathaan est un film d'action indien réalisé par Siddharth Anand et sorti en 2023.
Il met en scène un super-espion interprété par Shah Rukh Khan et est le quatrième film dans l'YRF Spy Universe produit par Yash Raj Films.
Quelques semaines après sa sortie, c'est le plus grand succès en Inde d'un film en hindi.

## Synopsis
En 2019, l'Inde révoque l'article 370 (en) de sa Constitution, ce qui soumet l'État de Jammu-et-Cachemire à la pleine souveraineté de l'Inde. Au Pakistan, le général Qadir y voit un acte de guerre contre son pays et, sans l'accord de son gouvernement, contacte un mystérieux mercenaire qui lui dit qu'il faudra du temps pour préparer une action.
Trois ans plus tard, Pathaan, ancien agent des services secrets indiens, qui a ensuite participé à la création de l'unité spéciale JOCR (Joint Operations and Covert Research) dirigée par Nandini, refait surface après avoir longtemps disparu. 
Deux ans auparavant, lors d'une opération à Dubaï, il a affronté Jim, un ancien espion indien devenu chef de l'organisation terroriste Outfit X, qui a enlevé un scientifique indien sans que Pathaan réussisse à l'en empêcher. Plus tard, parti sur la trace de Jim en Espagne, il a rencontré Rubai, une Pakistaine liée à Jim. Celle-ci a alors sauvé la vie de Pathaan et lui a révélé qu'elle était une agente des services secrets pakistanais infiltrée auprès de Jim. Rubai a indiqué à Pathaan que Jim s'apprêtait à recevoir livraison à Moscou du « Raktbeej », une arme spéciale très dangereuse. Tous deux sont donc allés en en Russie pour dérober le Raktbeej lors d'une opération particulièrement audacieuse. Mais il s'agissait d'un piège car Rubai s'est arrangée pour que Pathaan reste prisonnier des Russes et a rejoint Jim avec le Raktbeej. Pathaan a finalement été secouru par Tiger (apparu dans Ek Tha Tiger), un autre agent indien, puis a disparu.
En 2022, Pathaan reprend du service et, sur une indication de Nandini, retrouve Rubai à Paris. Cette dernière lui indique que le Raktbeej est en fait un virus de la variole, que le scientifique capturé à Dubaï a été contraint de le faire muter pour le rendre plus dangereux, et que Jim compte répandre en Inde à la demande du général Qadir, ce qu'elle ignorait précédemment.
À nouveau alliés, Pathaan et Rubai retrouvent le laboratoire de Jim en Sibérie, mais ne parviennent pas à l'empêcher de s'enfuir avec une orbe contenant le virus. Une autre orbe, récupérée par Rubai en raison d'une ruse planifiée par Jim, répand le virus dans un laboratoire indien, en causant la mort de plusieurs personnes dont Nandini.
En Afghanistan, Jim s'apprête à lancer le virus vers Delhi au moyen d'un missile, à la demande du général Qadir. Pathaan, Rubai et les forces spéciales indiennes parviennent à prendre le contrôle du missile, mais découvrent que celui-ci est vide. En fait c'était un leurre : le virus se trouve sur un avion de ligne qui approche déjà de Delhi. Alors que les services secrets indiens sont sur le point de détruire l'avion avec un missile, Pathaan retrouve Jim et, dans un ultime combat, parvient à subtiliser une télécommande et à stopper la diffusion du virus.
L'Inde est sauvée et Pathaan souhaiterait se retirer, mais le colonel Luthra, chef des services secrets, fait à nouveau appel à lui pour qu'il remplace Nandini à la tête du JOCR.

## Fiche technique
- Titre original : Pathaan
- Réalisation : Siddharth Anand
- Scénario : Siddharth Anand
- Musique : Ankit Balhara, Sanchit Balhara, Vishal Dadlani et Sekhar Ravjiani
- Photographie : Satchith Paulose
- Montage : Aarif Sheikh
- Direction artistique : Kailash Sahu
- Décors : Lee Gordon
- Costumes : Mamta Anand, Niharika Jolly et Shaleena Nathani
- Production : Maxim Ajjawi, Aditya Chopra et Alexander Dostal
  - Production déléguée : Padam Bhushan
  - Production exécutive : Keshav Purushot
  - Coproduction : Akshaye Widhani
- Sociétés de production : Etalon Film et Yash Raj Films
- Société de distribution : Desi Entertainment Paris
- Pays de production :  Inde
- Langue originale : hindi
- Format : couleur — 2,35:1
- Genre : action
- Durée : 146 minutes
- Date de sortie mondiale : 25 janvier 2023

## Distribution
- Shahrukh Khan : Pathaan
- Deepika Padukone : Rubina « Rubia » Mohsin
- John Abraham : Jim
- Dimple Kapadia : Nandini
- Ashutosh Rana (en) : colonel Luthra
- Salman Khan : Tiger (caméo)
- Manish Wadhwa (en) : le général Qadir
- Prakash Belawadi (en) : le docteur Sahani
- Viraf Patel (en) : Rishi
- Shaji Chaudhary (en) : Raza
- Diganta Hazarika (en) : Joseph
- Nikhat Khan (en) : Sabba âgée

## Réception
Le film rencontre un succès considérable dès sa sortie, après plusieurs années difficiles pour l'industrie cinématographique de Bollywood. Il devient le plus grand succès en Inde, en termes de recettes, pour un film en hindi.
Avant sa sortie, le film a fait l'objet d'un appel au boycott de la part d'extrémistes hindous, au motif qu'une vidéo reprenant une chanson du film, Besharam Rang, montre Deepika Padukone dans un bikini safran et Shah Rukh Khan vêtu d’une chemise verte, couleurs interprétées respectivement comme des références peu respectueuses à l'hindouisme et à l'islam.